# Gerechtelijk kanton
Een gerechtelijk kanton is in België het werkgebied van een vrederechter. Een gerechtelijk kanton omvat meestal een of meerdere gemeenten. In grote gemeenten zijn vaak meerdere vredegerechten gevestigd, waarvan de kantons dan een deel van die grote gemeente omvatten, eventueel met andere gemeenten.
In België zijn er 162 gerechtelijke kantons, sinds 1 april 2014 gegroepeerd in 12 gerechtelijke arrondissementen en 5 rechtsgebieden.
De oorspronkelijke indeling dateert uit de Franse periode. De indeling in kantons werd herzien in 1967 naar aanleiding van het Gerechtelijk Wetboek. Kantons die toen afgeschaft werden, bleven voortbestaan als kieskanton.
Bij de gemeentefusies van 1976 werd de indeling in kantons niet aangepast. Sommige nieuwe gemeenten raakten daardoor verdeeld over verschillende kantons en soms zelfs over verschillende gerechtelijke arrondissementen, afhankelijk van waartoe hun deelgemeenten behoorden. (De indeling werd alleen aangepast voor deelgemeenten zoals Muizen die tot een ander ressort van een Hof van Beroep behoorden dan de rest van de gemeente.) Die situatie bleef bestaan tot 1999. 
In 1999 werd de indeling in kantons herzien zodat elke gemeente terug behoorde tot één gerechtelijk arrondissement en (behalve enkele grote steden) tot één gerechtelijk kanton. Dat was nodig voor de politiehervorming : elke politiezone is een groepering van gemeenten en moest tot één gerechtelijk arrondissement behoren. 
In 2017 werd dan de jongste herindeling in kantons beslist (plan-Geens).
Daarnaast zijn er ook nog 210 kieskantons, die niet altijd samenvallen met de gerechtelijke kantons.
In principe is er één vast benoemde vrederechter per kanton en telt elk kanton één enkele zetel. (De zetel is de plaats waar zitting wordt gehouden en waar een griffie is). In de periode 1967-1999 bediende een vrederechter soms twee kantons. In de periode 1999-2017 had een kanton soms twee of drie zetels. 

## Lijst van gerechtelijke kantons

### Gerechtelijk gebied Antwerpen

#### Arrondissement Antwerpen
- Antwerpen 1-7
- Boom
- Brasschaat
- Deurne
- Heist-op-den-Berg
- Kapellen
- Kontich
- Lier
- Mechelen
- Merksem
- Mol-Geel 1 & 2
- Turnhout 1 & 2
- Westerlo
- Willebroek
- Zandhoven

#### Arrondissement Limburg
- Beringen
- Bilzen
- Bree
- Genk
- Hasselt 1 & 2
- Houthalen-Helchteren
- Maasmechelen
- Pelt
- Sint-Truiden
- Tongeren

### Gerechtelijk gebied Brussel

#### Arrondissement Brussel
- Anderlecht 1 & 2
- Asse
- Brussel 1-4
- Elsene
- Etterbeek
- Ganshoren
- Halle
- Jette
- Lennik
- Meise
- Oudergem
- Schaarbeek 1 & 2
- Sint-Genesius-Rode
- Sint-Gillis
- Sint-Jans-Molenbeek
- Sint-Joost-ten-Node
- Sint-Pieters-Woluwe
- Ukkel
- Vilvoorde
- Vorst
- Zaventem

#### Arrondissement Leuven
- Aarschot
- Diest
- Leuven 1-3
- Tienen
- Zoutleeuw

#### Arrondissement Waals-Brabant
- Eigenbrakel
- Geldenaken
- Nijvel
- Waver 1 & 2

### Gerechtelijk gebied Gent

#### Arrondissement Oost-Vlaanderen
- Aalst 1 & 2
- Beveren
- Deinze
- Dendermonde
- Eeklo
- Gent 1-5
- Geraardsbergen
- Hamme
- Herzele
- Lokeren
- Merelbeke
- Ninove
- Oudenaarde
- Sint-Niklaas
- Wetteren
- Zelzate

#### Arrondissement West-Vlaanderen
- Brugge 1-4
- Ieper
- Izegem
- Kortrijk 1 & 2
- Menen
- Oostende 1 & 2
- Poperinge
- Roeselare
- Tielt
- Torhout
- Veurne
- Waregem

### Gerechtelijk gebied Luik

#### Arrondissement Eupen
- Eupen-Sankt-Vith 1 & 2

#### Arrondissement Luik
- Fléron
- Grâce-Hollogne
- Herstal
- Hoei 1 & 2
- Luik 1-4
- Limburg
- Seraing
- Spa
- Sprimont
- Verviers 1 & 2
- Wezet
- Borgworm

#### Arrondissement Luxemburg
- Aarlen
- Bastenaken
- Marche-en-Famenne
- Neufchâteau
- Virton

#### Arrondissement Namen
- Andenne
- Ciney
- Dinant
- Fosses-la-Ville
- Gembloers
- Namen 1 & 2
- Philippeville

### Gerechtelijk gebied Bergen

#### Arrondissement Henegouwen
- Aat
- Bergen 1 & 2
- Binche
- Boussu-Colfontaine 1 & 2
- Charleroi 1-4
- Châtelet
- Chimay
- Doornik 1 & 2
- La Louvière
- Leuze-en-Hainaut
- Moeskroen
- Seneffe
- Thuin
- Zinnik

### Rationalisering onderKoen Geens
Het 'plan Vredegerechten' van Minister Koen Geens voorziet een rationalisering van het aantal vredegerechten in drie fasen. In de eerste fase worden van kantons met twee of drie zetels deze zetels bijeen gebracht op één locatie. Het gaat om 76 zetels van 35 kantons waarvan er 29 verdwijnen en 47 zetels overblijven.
In een tweede fase wordt bekeken of stedelijke kantons "die aan elkaar grenzen en/of reeds in hetzelfde gebouw huizen" kunnen worden "gegroepeerd". 
In een derde fase zou de kaart zelf van de gerechtelijke kantons hertekend worden.
De nieuwe indeling van de gerechtelijke kantons (de zgn. derde fase) en de lijst met vredegerechten die daardoor zouden worden gesloten, werd op 7 maart 2017 beslist.

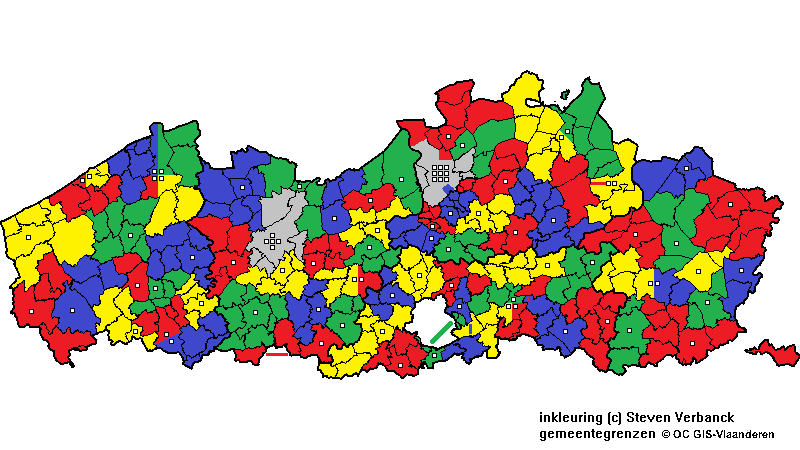
Kaart van de gerechtelijke kantons (vredegerechten) in het Vlaams gewest volgens het zgn. plan-Geens (2017). Gebaseerd op https://cdn.nimbu.io/s/1jn2gqe/assets/Lijst-NL.pdf

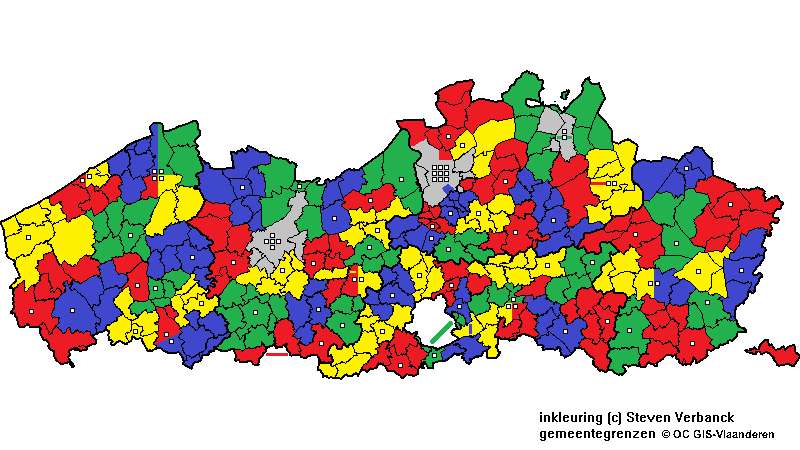
Definitieve kaart van de gerechtelijke kantons (vredegerechten) in het Vlaams gewest volgens de wet van december 2017

De kantons met meerdere zetels worden als volgt gereorganiseerd:
West-Vlaanderen
Nieuwpoort naar Veurne (K.B. 23.08.2014, B.S., 20.02.2015)
Ieper-2 naar Poperinge
Oost-Vlaanderen
Kruishoutem naar Oudenaarde (K.B. 16.02.2016, B.S., 22.02.2016)
Zele naar Wetteren (K.B. 14.03.2016, B.S., 11.04.2016)
Zottegem naar Herzele (K.B. 06.11.2016, B.S., 02.12.2016)
Brakel naar Geraardsbergen : tijdelijk beide zetels in Brakel (K.B. 06.06.2016, B.S., 05.10.2016), uiteindelijk beide in Geraardsbergen
Dendermonde - Hamme behoudt beide zetels en wordt in de 3e fase herbekeken
Antwerpen
Antwerpen-8 (Berchem en Mortsel) naar Kontich (K.B. 01.05.2016, B.S., 30.05.2016) (Dit gaat om twee verschillende kantons, niet om één kanton met twee zetels)
Limburg
Lommel naar Neerpelt (K.B. 07.03.2016, B.S., 22.03.2016)
Voeren naar Tongeren
Vlaams-Brabant
Overijse naar Zaventem  (K.B. 31.05.2016, B.S., 06.06.2016)
Kraainem naar Sint-Genesius-Rode (K.B. 06.06.2016, B.S., 15.06.2016)
Herne naar Sint-Pieters-Leeuw
Landen naar Zoutleeuw
Waals-Brabant
Perwez naar Jodoigne (K.B. 10.04.2016, B.S., 18.04.2016)
Henegouwen
Dour naar Colfontaine (K.B. 31.01.2015, B.S., 18.02.2015)
Comines-Warneton naar Mouscron (K.B. 10.04.2016, B.S., 06.06.2016)
Lessines naar Ath (K.B. 30.06.2017, B.S., 05.07.2017)
Péruwelz naar Leuze-en-Hainaut
Merbes-le-Château naar Beaumont; derde zetel blijft in Chimay (K.B. 28.10.2016, B.S., 28.11.2016 - in 'Plan Vredegerechten' was aangekondigd: Beaumont en Merbes-le-Château naar Chimay)
Engien - Lens behoudt beide zetels en wordt in de 3e fase herbekeken
Namen
Beauraing en Gedinne naar Dinant (Beauraing naar Dinant : K.B. 07.09.2003, B.S., 24.09.2003 ; Gedinne naar Dinant: K.B. 01.09.2016, B.S., 14.09.2016)
Eghezée naar Gembloux (K.B. 24.02.2016, B.S., 02.03.2016)
Rochefort naar Ciney  (K.B. 20.05.2016, B.S., 30.05.2016)
Philippeville naar Couvin (K.B. 11.07.2016, B.S., 19.09.2016 - in 'Plan Vredegerechten' andersom aangekondigd)
Walcourt naar Florennes (K.B. 03.10.2016, B.S., 21.12.2016 - in 'Plan Vredegerechten' aangekondigd dat beide zetels zouden blijven en in de 3e fase worden herbekeken)
Luxemburg
Bouillon en Paliseul naar Saint-Hubert (Bouillon naar Paliseul : K.B. 01.07.2012, B.S., 17.07.2012; beide naar Saint-Hubert : K.B. 21.11.2016, B.S., 16.12.2016 zoals gewijzigd door K.B. 31.01.2017, B.S., 15.02.2017)
Florenville naar Virton (K.B. 30.10.2015, B.S., 20.11.2015)
Etalle naar Virton (K.B. 16.02.2016, B.S., 29.02.2016)
Houffalize naar Vielsalm (K.B. 18.03.2016, B.S., 25.03.2016); derde zetel blijft in La Roche-en-Ardenne
Messancy naar Arlon (K.B. 30.08.2016, B.S., 08.09.2016)
Durbuy naar Marche-en-Famenne (K.B. 01.09.2016, B.S., 14.12.2016)
Bastogne - Neufchâteau behoudt beide zetels en wordt in de 3e fase herbekeken
Luik
Aubel naar Limbourg (K.B. 18.09.2016, B.S., 22.09.2016)
Malmedy en Stavelot naar Spa (Malmedy naar Spa : K.B. 06.06.2017, B.S., 30.06.2017)
Herve naar Verviers-1 (K.B. 01.09.2016, B.S., 26.09.2016; K.B. 12.12.2016, B.S., 09.01.2016)
Huy - Hannut behoudt beide zetels en wordt in de 3e fase herbekeken

## Gerechtelijke hiërarchie
- Oude indeling voor de hervorming van 1 maart 2013: